# Mòng biển Sabine

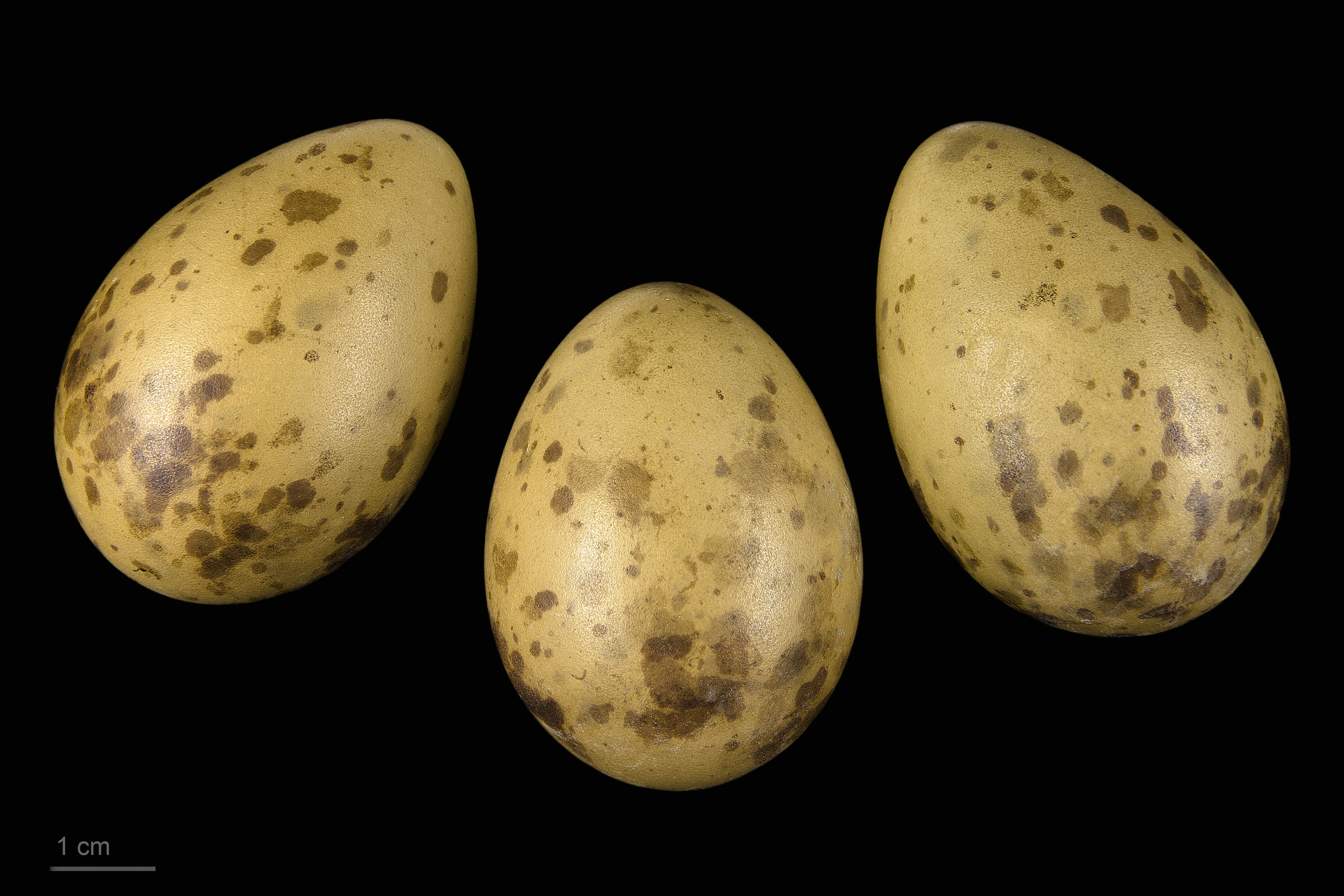
Xema sabini

Mòng biển Sabine là một loài mòng biển nhỏ. Vị trí phát sinh loài của nó vẫn còn gây tranh cãi; một số tác giả coi nó như là loài duy nhất của chi Xema với danh pháp Xema sabini, trong khi các tác giả khác lại đặt nó trong chi Larus như là Larus sabini.

## Mô tả
Loài này sinh sống và sinh sản trong khu vực bắc cực và có sự phân bố vòng bắc cực trong khu vực xa nhất về phía bắc của Bắc Mỹ và đại lục Á-Âu. Nó di trú về phía nam trong mùa thu; phần lớn quần thể trú đông trên biển trong Thái Bình Dương ngoài khơi phía tây Nam Mỹ trong vùng nước lạnh của hải lưu Humboldt, trong khi quần thể tại Greenland và miền đông Canada lại vượt qua Đại Tây Dương theo đường bay dọc theo phần rìa phía tây châu Âu tới trú đông ngoài khơi phía tây nam châu Phi trong vùng nước lạnh của hải lưu Benguela. Đôi khi những con mòng biển Sabine riêng lẻ cũng có thể nhìn thấy ngoài khơi các vùng biển khác, như ở đông bắc Hoa Kỳ hay xa hơn về phía đông tại châu Âu, thông thường sau các trận bão trong mùa thu.
Loài này dễ dàng phân biệt nhờ kiểu cánh nổi bật của nó. Mòng biển Sabine trưởng thành có lưng và lông phủ cánh màu xám nhạt, lông bay sơ cấp màu đen còn lông thứ cấp màu trắng. Đuôi chẻ màu trắng. Lông mào chim trống trở nên sẫm màu hơn trong mùa sinh sản. Mỏ đen với chóp mỏ màu vàng. Chim non có kiểu lông cánh ba màu tương tự, nhưng màu xám được thay bằng màu nâu và đuôi có một dải lông màu đen. Chim non phải mất 2 năm để có bộ lông như ở chim trưởng thành. Chúng có tiếng kêu có âm vực rất cao và giống như tiếng rít.
Mòng biển Sabine sinh sản thành bầy trên bờ biển và tại các tundra, đẻ 2-3 trứng với đốm vỏ màu nâu ôliu trong tổ trên mặt đất được lót bằng cỏ. Ngoài mùa sinh sản chúng sinh sống rất xa bên ngoài biển khơi. Chúng ăn nhiều loại thức ăn khác nhau, chủ yếu là động vật và sẽ ăn bất kể con mồi nhỏ nào thích hợp. Chúng cũng ăn trộm trứng từ các quần thể đang làm tổ của nhạn biển Bắc cực.
Loài mòng biển này được đặt tên theo tên nhà khoa học người Ireland là Edward Sabine (1788-1883) bởi người anh của ông là Joseph Sabine (1770-1837).